# عبد الحق أكوروي
مولانا عبد الحق أكوروي (بالأردية: عبدالحق اکوڑوی)، (11 يناير 1912 – 7 سبتمبر 1988)، عالم مسلم باكستاني ومؤسس ومستشار وشيخ حديث في دار العلوم حقانية. كان عضوًا في جمعية علماء الإسلام، وانتخب ثلاث مرات في المجلس الوطني الباكستاني وكان مؤيدًا نشطًا لحركة خاتم النبوة.
أكمل عبد الحق تعليمه الديني في الهند في دار العلوم ديوبند، ودرس لمدة أربع سنوات حتى نشأت صعوبات بسبب استقلال باكستان. وفي عام 1947 أسس دار العلوم حقانية في أكورة ختك، وهي واحدة من أوائل المدارس الإسلامية التي تم تأسيسها في باكستان، ودرّس علم الحديث في المدرسة لبقية حياته وكان معروفًا بـ «شيخ الحديث».
خلفه ابنه سميع الحق في منصب مستشار دار العلوم حقانية، وتم نشر خطبه من قبل ابنه في مجلدين يحتويان على أكثر من 1300 صفحة بعنوان «دعوة الحق».

## وفاته
توفي في 7 سبتمبر 1988، في سن 74 أو 76 في مستشفى خيبر التعليمية في بيشاور، مقاطعة خيبر بختونخوا في باكستان.